# 5.0
5.0, es el nombre del sexto álbum de estudio del rapero estadounidense Nelly. El álbum fue lanzado el 12 de noviembre de 2010 por Universal Motown Records (Universal Music Group) y Derrty Entertainment (Universal Music Group). El álbum cuenta con apariciones especiales de Kelly Rowland, Keri Hilson, DJ Khaled, Baby, Sophie Greene, Ali, Plies, Chris Brown, T.I., Yo Gotti, T-Pain, Akon, Talib Kweli, Avery Storm, Murphy Lee, Dirty Money y Sean Paul, mientras que la producción estuvo a cargo de Infamous, Dr. Luke, Mr. Bangladesh, Jim Jonsin, Multiman, Polow da Don, Rico Love y The Runners, entre otros. 5.0 es predominantemente un álbum de hip hop y música pop con sutiles influencias de R&B.
El álbum debutó en el #10 en los EE. UU. Billboard 200, vendiendo más de 65,000 copias en su primera semana en Estados Unidos. El primer sencillo del álbum, Just a Dream, que se convirtió en la primera canción de 5.0 en obtener cobertura en el Reino Unido y EE. UU. Y ha tenido un impacto en las listas de todo el mundo. Lanzado el 17 de agosto de 2010, es el sencillo más exitoso de Nelly en 5 años (desde "Grillz"), llegando al número 3 en los Estados Unidos.

## Antecedentes
El 8 de julio de 2009, Nelly hizo un anuncio público en Las Vegas de que estaba grabando un nuevo álbum. Le diría a DJ Semtex que planeaba lanzar un álbum homónimo en el primer trimestre de 2010. En una entrevista con Shaheem Reid de MTV, el rapero dijo que estaba impulsado por la recepción de sus álbumes anteriores para producir algo mejor.

Como artista, desea despertarse todos los días y sentir que está haciendo algo que la gente no cree que pueda hacer. Ahora siento que me han puesto nuevamente en esa posición, donde hay más dudas que expectativas. La duda es lo que me alimenta, por así decirlo. He sido muy afortunado de tener grandes personas a mi alrededor. Todo el mundo quiere 'trabajar conmigo, no es que todo el mundo, pero es diferente porque no trabajé con mucha gente. Al entrar en esta situación, es hermoso.

El rapero T.I. cuenta con una canción en el álbum ("She So Fly"), producida por 1500 o Nothing of The Smash Factory, según un video en el estudio. Con la esperanza de recrear el éxito de su sencillo "Dilemma" en el Billboard de 2002, Nelly también ha trabajado con Kelly Rowland para la secuela ("Gone"), producida por Jim Jonsin y Rico Love. Ha colaborado con la actriz/cantante Taraji P. Henson en una canción producida por Jermaine Dupri, sin embargo, se confirmó más tarde que Taraji no pudo actuar en el disco.

## Título
El 3 de junio de 2010, Nelly anunció que el álbum se titularía Nelly 5.0. El título fue inspirado por su Ford Mustang 2011, que también está en el arte del álbum. Nelly dijo:

Son muchas cosas. También es mi quinta fecha de abandono. Es solo la energía de todo. El Mustang [5.0] siempre fue uno de los autos de mis sueños. Tan pronto como tuve suficiente dinero para comprar uno de estos mothaf, dejaron de hacer estas mierdas. Fue como, "¡Ahhh!" ¿Sabes en Menace II Society cuando conectó ese paseo? Y luego regresaron... Eso fue como la escena final. Siempre quise uno de ellos mothaf, dinero verde. Pero cuando tuve la oportunidad, dejaron de hacerlos. Tuve esta reunión con Ford en la que me hicieron estas preguntas aleatorias sobre automóviles y acabo de hablar de ello. Yo estaba como, "¿Por qué no traes el 5.0 Mustang? ¡Esa mierda estaba caliente!

## Sencillos
El sencillo principal del álbum, "Just a Dream", fue lanzado el 16 de agosto de 2010 en iTunes en todo el mundo para su descarga digital. Fue lanzado a Mainstream y Rhythm / Crossover radio el 10 de agosto de 2010. "Just a Dream" hizo su debut en el chart de Billboard Hot 100 de Estados Unidos en el número 12 y alcanzando el número 3 en su octava semana. La canción también debutó en el número 8 en la lista Billboard Digital Songs, vendiendo bill,000 descargas en su primera semana. "Just a Dream" es la canción con mayor visitas de Nelly desde su sencillo de 2005 "Grillz" y debutó en el número 22 en el Billboard Rap Songs. La canción entró en el Canadian Hot 100 en agosto de 2010, en el número 32. Debutó en Australia (ARIA Charts) en la lista de singles en el número 24, en Nueva Zelanda Singles Charts en el número 29, y en Suiza (Media Control AG) en el número 52. El video musical dirigido por Sanji se estrenó en Vevo el 24 de septiembre de 2010.
El segundo sencillo del álbum, "Move That Body"; fue producido por Dr. Luke, junto con el Mr. Bangladesh y con apariciones especiales de Akon y T-Pain. La canción fue lanzada para su descarga digital el 12 de octubre de 2010. La canción hizo su primera aparición en el chart debutando en el Billboard Hot 100 de los Estados Unidos en el número 54 y ha alcanzado el número 29 en Australia. El video musical del sencillo fue dirigido por Marc Klasfeld.
El tercer sencillo del álbum, titulado "Gone" con la aparición de Kelly Rowland, fue enviado a las estaciones urbanas y Urban AC el 4 de enero de 2011. También fue enviado a la radio Top 40 / Mainstream el 18 de enero de 2011. El 6 de enero de 2011, Nelly dijo en su Twitter, "nuevo single de Nelly ... "Gone" presentando el video de Kelly Rowland muy pronto # 5.0 :-)", la canción está lista para ser lanzada como el tercer sencillo oficial del álbum. El video de "Gone" finalmente se presentó al público el 12 de marzo de 2011. En los Estados Unidos, "Gone" alcanzó su punto más bajo en 59 en las canciones de Billboard Hot R&B/Hip-Hopgráfico, pero hasta ahora le ha ido mejor en los mercados internacionales donde hasta ahora se ha trazado en Australia y el Reino Unido.

### Otras canciones
El "Tippin 'in da Club" producido en Holanda fue lanzado como el sencillo promocional del álbum el 17 de agosto de 2010. No está incluido en la lista de canciones final. El segundo sencillo promocional del álbum "Long Gone" con Plies y Chris Brown, fue lanzado el 9 de noviembre de 2010. En noviembre de 2010, la canción "Liv Tonight" con Keri Hilson, debutó en el número 58 en la lista de singles del Reino Unido,
 el número 74 en el Canadian Hot 100,  y el número 75 en los EE. UU. Billboard Hot 100. En la semana del 12 de junio de 2011, la canción volvió a la lista de singles del Reino Unido en el número 72. Una semana más tarde, alcanzó un nuevo lugar en el número 52.

## Comercialización
5.0 debutó en el número 10 en el Billboard 200, vendiendo 63 000 copias en su primera semana en los Estados Unidos. También entraron en el número 1 en el Billboard Top Rap Discos y número 2 en el Top R&B/Discos de Hip-Hop. El álbum debutó la misma semana en el Canadian Albums Chart en el número 19. A partir de agosto de 2013, el álbum ha vendido 314 000 copias en los Estados Unidos.

## Lista de canciones
| Standard edition |                                                | |                        |          |  |
| N.º              | Título                                         | Escritor(es) | Productor(es)          | Duración |  |
| 1.               | «I'm Number 1» (featuring Birdman & DJ Khaled) | Cornell Haynes, Jr. Marco Rodríguez-Diaz Bryan Williams                                                                                             | Infamous               | 3:32     |  |
| 2.               | «Long Gone» (featuring Plies & Chris Brown)    | Haynes, Jr. Jamal Jones Ester Dean Algernod Washington Christopher Brown Micheal Claxton                                                            | Polow da Don           | 3:40     |  |
| 3.               | «She's So Fly» (featuring T.I.)                | Haynes, Jr. Clifford Harris, Jr. Lamar Edwards | 1500 or Nothin'        | 3:21     |  |
| 4.               | «Just a Dream»                                 | Haynes, Jr. James Scheffer Richard Butler, Jr. Frank Romano                                                                                         | Jim Jonsin Rico Love   | 3:57     |  |
| 5.               | «Making Movies»                                | Haynes, Jr. Butler, Jr. Earl Hood Eric Goudy II | Love Earl & E*         | 3:34     |  |
| 6.               | «Move That Body» (featuring T-Pain & Akon)     | Butler, Jr. Shondrae Crawford Lukasz Gottwald Haynes, Jr. Aliaune Thiam Faheem Najm                                                                 | Dr. Luke Bangladesh    | 3:25     |  |
| 7.               | «1000 Stacks»                                  | Haynes, Jr. Rags Richard Brandon Bowles Dave Grusin Harvey Mason Norman Glover Reginald Ellis Christopher Wallace Christopher Martin Jalacy Hawkins | Don Vito Blade*        | 4:10     |  |
| 8.               | «Gone» (featuring Kelly Rowland)               | Haynes, Jr. Scheffer Butler, Jr. Hood Goudy II | Jonsin Love Earl & E*  | 4:27     |  |
| 9.               | «Don't It Feel Good»                           | Haynes, Jr. Butler, Jr. Hood Goudy II | Love Earl & E*         | 4:10     |  |
| 10.              | «Broke» (featuring Yo Gotti & Sophie Greene)   | Haynes, Jr. Butler, Jr. Hood Goudy II | Love Earl & E*         | 3:35     |  |
| 11.              | «Liv Tonight» (featuring Keri Hilson)          | Haynes, Jr. Andrew Harr Jermaine Jackson Keri Hilson                                                                                                | The Runners            | 4:31     |  |
| 12.              | «Nothing Without Her»                          | Scheffer Butler, Jr. Haynes, Jr. Romano | Jonsin Love Mr. Morris | 3:39     |  |

| Deluxe edition (bonus tracks) |                                                | |                   |          |  |
| N.º                           | Título                                         | Escritor(es)                                                                                                 | Productor(es)     | Duración |  |
| 13.                           | «Go» (featuring Talib Kweli & Ali)             | Haynes, Jr. Uriel Kadouch Kim Moeller Keith Ross Antonio McGuire Insidore Lamother                           | Frenchie Multiman | 4:38     |  |
| 14.                           | «If I Gave U 1» (featuring Avery Storm)        | Haynes, Jr. Ralph Di Stasio                                                                                  | Trife Trizzil     | 4:27     |  |
| 15.                           | «k.I.s.s» (featuring Dirty Money & Murphy Lee) | Butler, Jr. Hood Goudy II Haynes, Jr. Torhi Harper Julian Jackson Brion James Janice Johnson Charles Wiggins | Love Earl & E     | 3:44     |  |

| iTunes Store bonus track |                                              |                                                         |                |          |  |
| N.º                      | Título                                       | Escritor(es)                                            | Productor(es)  | Duración |  |
| 16.                      | «Giving Her the Grind» (featuring Sean Paul) | Haynes, Jr. Laurent Cohen Rodriguez-Diaz Sean Henriques | Infamous Slick | 3:48     |  |

## Personal
Adaptado de Allmusic y el folleto del álbum.

### Creatividad y gestión
- Cornell Haynes, Jr. (Nelly) - productor ejecutivo
- Marc Baptiste - fotógrafo
- Blu Bolden - A & R
- Sandy Brummels - dirección de arte
- Ashaki Meyers - estilista
- Ed Richardson - A & R Universal Motown
- Irene Richter - coordinación del proyecto
- Seannita Parmer - estilista
- Megan Dennis - coordinación del proyecto
- Christopher Kornmann - dirección de arte

### Ejecutantes
- Nelly - voz principal
- Rico Love - voz de fondo (Pista 5 "Making Movies", Pista 9 "Do not It Feel Good")
- Baby - actuación vocal invitada (Pista 1 "Soy el número 1")
- DJ Khaled - interpretación vocal invitada (Pista 1 "Soy el número 1")
- Plies: interpretación vocal invitada (Pista 2 "Long Gone")
- Chris Brown - interpretación vocal invitada (Pista 2 "Long Gone")
- T.I. - interpretación vocal invitada (Pista 3 "She So Fly")
- T-Pain - interpretación vocal invitada (Pista 6 " Move That Body ")
- Akon: interpretación vocal invitada (Pista 6 "Move That Body")
- Diddy - voz de fondo (Pista 7 "1000 Stacks")
- Kelly Rowland - actuación vocal invitada (Pista 8 " Gone ")
- Yo Gotti - interpretación vocal invitada (Pista 10 "Rompió")
- Sophie Greene - interpretación vocal invitada (Pista 10 "Rompió")
- Keri Hilson - interpretación vocal invitada (Pista 11 "Liv Tonight")
- Talib Kweli - interpretación vocal invitada (Pista 13 "Ir")
- Ali - interpretación vocal invitada (Pista 13 "Ir")
- Avery Storm: interpretación vocal invitada (Pista 14 "If I Gave U 1")
- Dirty Money - interpretación vocal invitada (Track 15 "kIss")
- Murphy Lee - interpretación vocal invitada (Pista 15 "kIss")
- Sean Paul - interpretación vocal invitada (Pista 16 "Dándole la molienda")

### Técnico
- Marco Rodriguez-Diaz (Infamous) - bajo, batería, guitarra, percusión, productor, programación
- Polow da Don - productor, programación
- Carl Nappa - ingeniero, mezclador de audio
- Jeremy Stevenson - ingeniero de grabación
- Joshua Mosser - mezclador de audio, ingeniero de grabación
- The Smash Factory - productor, programación
- Elliot Carter - ingeniero de grabación
- James Scheffer (Jim Jonsin) - teclados, productor, programación
- Richard Butler, Jr. (Rico Love) - productor, programador, productor vocal
- Robert Marks - ingeniero de grabación, mezclador de audio
- Ryan Evans - ingeniero de grabación
- Jason Wilkie - asistente de grabación, asistente de mezcla
- Matt Huber - asistente de grabación, asistente de mezcla
- Chad Jolley - asistente de mezcla
- Frank Romano - guitarra
- Thurston McCrea - asistente de grabación, ingeniería adicional
- Brandon Jones - ingeniería adicional
- Eric Goudy II (E) - teclados, programación
- Earl Hood - programación, teclados, productor
- Serban Ghenea - mezclador de audio
- Lukasz Gottwald (Dr. Luke) - instrumentación, productor, programación
- Shondrae Crawford (Mr. Bangladesh) - productor, compositor, instrumentación, programación
- Venza Gottwald - asistente
- Brian Gardner - ingeniero de masterización
- Emily Wright, ingeniera
- Chris "Tek" O'Ryan - ingeniero, productor vocal
- John Hanes - mezclador de audio
- Tim Roberts - asistente de mezclador de audio
- Don Vito - productor, programación

Blade-productor, ingeniero de grabación, programación
- Fabian Marasciullo - mezclador de audio
- Fareed Salamah - asistente
- Jermaine Jackson y Andrew Harr (The Runners) - instrumentación, productor, programación
- Jeff Villanueva (Supa Jeff) - ingeniero
- Danny Morris - teclados, productor, programación
- Jim Bottari - ingeniero
- Diego Avendano - asistente
- Keith Ross - productor vocal
- Kim Elsberg (Multiman) - instrumentación, productor, ingeniero, programación
- Uriel Kadouc (Frenchie) - programación, productor
- Trife Trizzil - productor, percusión, batería, programación, ingeniero
- Jason Derouchie - asistente de mezcla
- Tío Rudy Haynes - teclados
- Laurent Cohen - ingeniero de grabación, productor, programación, teclados
- Chris Gehringer - ingeniero de masterización

## Posiciones en listas
| Listas (2010)                           | Mejor posición |
| --------------------------------------- | -------------- |
| Australia (ARIA)                        | 17             |
| Canadian Albums Chart                   | 19             |
| Francia (SNEP)                          | 131            |
| Alemania (Media Control Charts)         | 63             |
| Suiza (Schweizer Hitparade)             | 52             |
| Reino Unido (UK Albums Chart)           | 59             |
| Estados Unidos (Billboard 200)          | 10             |
| Estados Unidos (Top R&B/Hip-Hop Albums) | 2              |
| Estados Unidos (Top Rap Albums)         | 1              |